# Великопільська сільська рада (Березнівський район)
Вели́копі́льська сільська́ ра́да — колишній орган місцевого самоврядування в Березнівському районі Рівненської області. Адміністративний центр — село Велике Поле.

## Загальні відомості
- Великопільська сільська рада утворена в 1939 році.
- Територія ради: 53,13 км²
- Населення ради: 1 094 особи (станом на 2001 рік)

## Населені пункти
Сільській раді були підпорядковані населені пункти:
- с. Велике Поле
- с. Велика Купля
- с. Замостище
- с. Яблунне

## Склад ради
Рада складалася з 16 депутатів та голови.
- Голова ради: Толочик Зоя Володимирівна
- Секретар ради: Гаврилюк Ганна Іванівна

### Керівний склад попередніх скликань
| ПІБ                       | Основні відомості                                                             | Дата обрання | Дата звільнення |
| ------------------------- | ----------------------------------------------------------------------------- | ------------ | --------------- |
| Толочик Зоя Володимирівна | Сільський голова, 1966 року народження, освіта незакінчена вища, позапартійна | 26.03.2006   | 31.10.2010      |
| Толочик Зоя Володимирівна | Сільський голова, 1966 року народження, освіта незакінчена вища               | 31.10.2010   |                 |

Примітка: таблиця складена за даними сайту Верховної Ради України

## Населення
Згідно з переписом УРСР 1989 року чисельність наявного населення сільської ради становила 1126 осіб, з яких 531 чоловік та 595 жінок.
За переписом населення України 2001 року в сільській раді мешкало 1080 осіб.

### Мова
Розподіл населення за рідною мовою за даними перепису 2001 року:
| Мова       | Відсоток |
| ---------- | -------- |
| українська | 99,82 %  |
| білоруська | 0,09 %   |
| російська  | 0,09 %   |